# Kim Ung-yong
Kim Ung-yong (Seul, 8 marzo 1962) è un fisico e ingegnere sudcoreano.

## Biografia
È menzionato nel Guinness dei primati, nella categoria "Altissimo QI". Il libro dei Guinness riporta un quoziente d'intelligenza di 210 punti ottenuto nel test Stanford-Binet.
All'età di tre anni era già in grado di leggere in  giapponese, in coreano, in tedesco e in inglese. Successivamente, in una trasmissione televisiva giapponese, dimostrò una conoscenza perfetta di cinese, spagnolo, vietnamita, tedesco, inglese, giapponese e coreano.
Dai tre ai sei anni frequentò la facoltà di fisica presso la Hanyang University.  Conseguì un Ph.D alla Colorado State University
Nel 1974, quando ancora studiava all'università, incominciò a lavorare come ricercatore per la NASA e continuò questo lavoro dopo il suo ritorno in Corea del Sud nel 1978. Decise allora di cambiare indirizzo di studi, laureandosi in ingegneria civile. Molte prestigiose università coreane cercarono di convincerlo a iscriversi e a frequentare, ma Kim scelse di tornare a casa. Nonostante il suo incredibile QI, durante l'infanzia non ha avuto problemi con i coetanei, a differenza di molti altri bambini prodigio.